# 玛格丽特·蔡斯·史密斯
玛格丽特·蔡斯·马德琳·史密斯（英語：Margaret Madeline Chase Smith，1897年12月14日—1995年5月29日），美国政治人物、美國空軍預備役中校。史密斯為共和黨黨员，曾任美国众议院议员（1940年－1949年），后担任缅因州参议员。她是缅因州第一位女参议员，也是第一位在美国国会两院都获得席位的女性。她是共和党温和派，曾在1950年发表了批评麦卡锡主义的著名演讲“良心宣言”。
史密斯曾参加1964年美国总统选举中共和党的总统初选，但未成功。但她也成为第一个在主要政党的大会上提名为总统候选人的女性。2011年1月5日之前，她是历史上任职时间最长的女性参议员，此紀錄後由芭芭拉·米庫斯基打破。到目前为止，史密斯仍是在参议院任职时间最长的共和党女性。

## 榮譽
- 1952年，當選為美國文理科學院院士[10]。
- 1973年，入選國家女性名人堂[11]。
- 1989年7月6日，獲老布希總統授予總統自由勳章[5]。
- 1990年3月，入選緬因州女性名人堂（英语：Maine Women's Hall of Fame）[12]。

## 延伸阅读
- Fitzpatrick, Ellen. . Cambridge, MA: Harvard University Press. 2016. ISBN 9780674088931. LCCN 2015045620.
- Gallant, Gregory P. Hope and Fear in Margaret Chase Smith's America: A Continuous Tangle (Lexington, 2014)
- Sherman, Janann. No place for a woman: A life of Senator Margaret Chase Smith (Rutgers University Press, 2000)
- Sherman, Janann. "'They Either Need These Women or They Do Not': Margaret Chase Smith and the Fight for Regular Status for Women in the Military." Journal of Military History 54#1 (1990): 47-78.  in JSTOR